# Tư (xã)
Tư là một xã thuộc huyện Đông Giang, tỉnh Quảng Nam, Việt Nam.

## Địa lý
Xã Tư là xã vùng thấp thuộc huyện miền núi Đông Giang, có vị trí địa lý:
- Phía bắc giáp tỉnh Thừa Thiên Huế
- Phía đông giáp thành phố Đà Nẵng
- Phía tây giáp xã A Ting và xã Sông Kôn
- Phía nam giáp xã Ba.

Xã Tư có diện tích khoảng 9.336,77 ha, dân số thống lê vào Quý I năm 2023 là 1.682 người, mật độ dân số đạt 15 người/km².

## Hành chính
Xã Tư sáp nhập 5 thôn: Điềm, Đha Nghi, Lấy, Nà Hoa, Vàu vào năm 2019. Hiện nay còn 3 thôn: Panan, Gadoong và ThuBhău.